# Iban (Volksgruppe)
| Iban                              | Iban            |
| --------------------------------- | --------------- |
| Iban-Krieger im 19. Jahrhundert   |                 |
| Siedlungsraum:                    | Nordwest-Borneo |
| Anzahl:                           | Über 700.000    |
| Sprache:                          | Iban            |
| Synonyme                          |                 |
| - Dayak Laut, Sea Dayak, Sea Dyak |                 |

Die Iban, auch Sea Dayak genannt, sind eine indigene Ethnie der Insel Borneo. Sie werden zur Gruppe der Dayak gezählt. Die Heimatregion der Iban ist der Nordwesten Borneos, insbesondere der malaysische Bundesstaat Sarawak. Dort stellen sie mit etwa 680.000 Angehörigen (Stand 2006) rund 30 % der Bevölkerung und stellen die größte Volksgruppe dar. Jedoch leben auch in der benachbarten indonesischen Provinz Kalimantan Barat und in Brunei mehrere zehntausend Iban.
Zu den traditionellen Merkmalen der Kultur der Iban gehören das Leben in Langhäusern sowie der Brandrodungs-Wanderfeldbau, allerdings rückt diese Lebensweise seit Mitte des 20. Jahrhunderts zunehmend in den Hintergrund. Während der Kolonialzeit waren die Iban für das Ausüben von Kopfjagd und Piraterie bekannt, was zu gewaltsamen Auseinandersetzungen mit europäischen Kolonialmächten führte, insbesondere dem als weißen Raja bekannten britischen Abenteurer James Brooke und dessen Nachfolgern. Sie sprechen die nach ihnen benannte Sprache Iban.

## Name

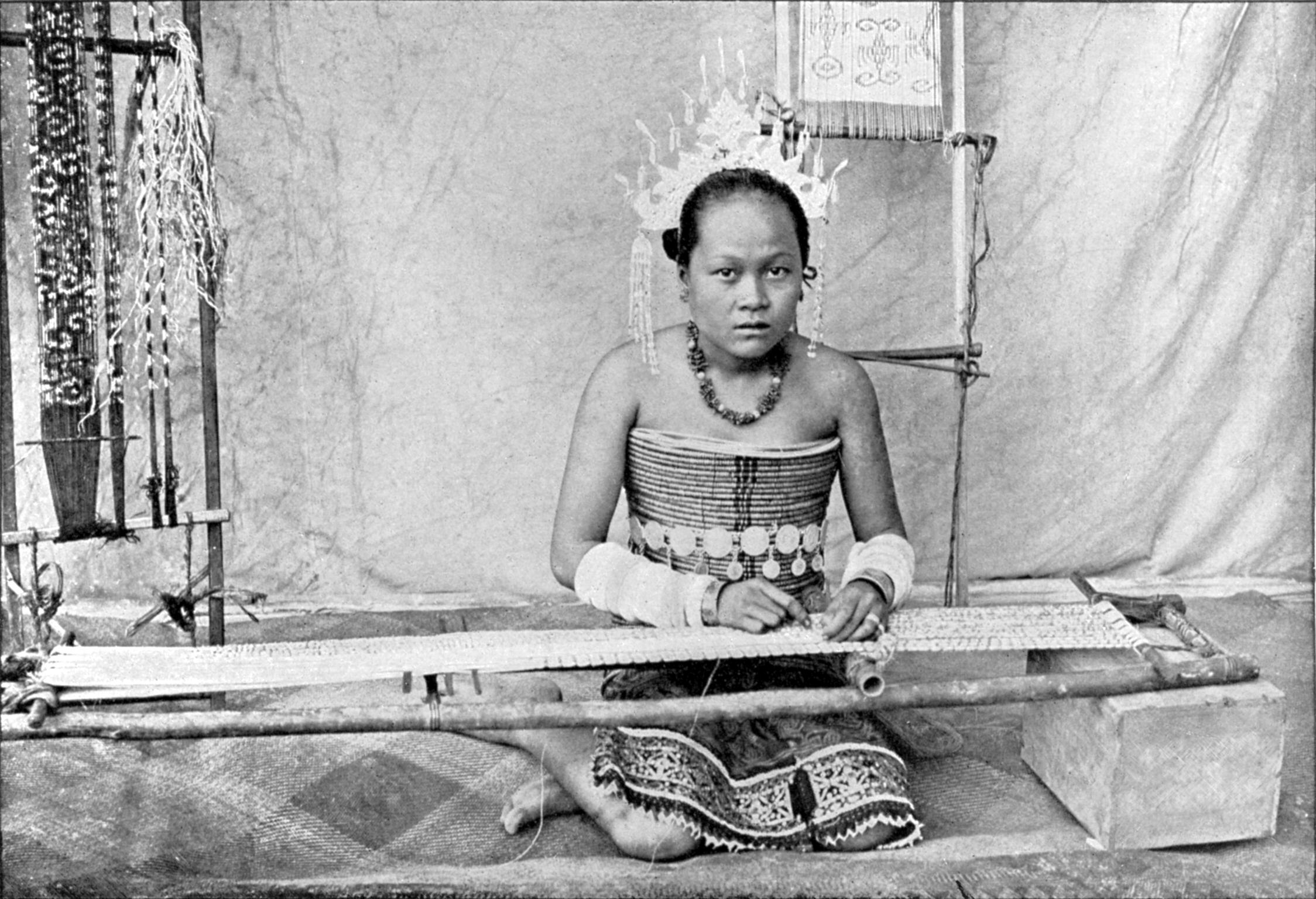
Ibanfrau in traditioneller Kleidung beim Weben, ca. 1911

Der Begriff „Iban“ war ursprünglich eine Fremdbezeichnung, die von anderen Volksgruppen verwendet und von den europäischen Kolonialmächten übernommen wurde. Im westlichen Sprachgebrauch wurde der Begriff zu Beginn des 20. Jahrhunderts vom britischen Kolonialbeamten und Forscher Charles Hose etabliert.  Erst ab den 1950er-Jahren übernahmen ihn die Iban selbst als Eigenbezeichnung. Die Wortherkunft des Begriffs ist unklar.
Der synonyme, inzwischen als veraltet empfundene Begriff „Sea Dayak“ geht auf James Brooke zurück. Als er 1842 Raja von Sarawak wurde, unterschied er die indigene Bevölkerung seines Reichs in Land Dayak (die Bidayuh) und Sea Dayak (die Iban). Sea Dayak wählte er, weil die Iban bei ihren Raubfahrten häufig in Booten vom Meer aus angriffen. Da sie allerdings abseits dieser Raubzüge im Landesinneren Borneos lebten und kaum Kontakt zur See hatten, ist der Begriff durchaus irreführend, da er fälschlicherweise eine meeresgebundene Lebensweise nahelegt. Sea Dayak hielt sich lange Zeit als Alternative neben Iban, erst seit 2002 benutzt die Regierung Sarawaks die Bezeichnungen „Sea Dayak“ und „Land Dayak“ nicht mehr in offiziellen Dokumenten. In der seit 1963 bestehenden malaysischen Verfassung stehen diese Begriffe dagegen bis heute.
Ursprünglich hatten die Iban keine Eigenbezeichnung für ihre Volksgruppe als Ganzes, da sie sich nicht als einheitliches, zusammengehöriges Volk empfanden. Zwischen Iban-Gemeinschaften entfernter Regionen herrschten häufig eher kriegerische als friedliche Kontakte. Die gemeinsame Sprache, Kultur und Lebensweise wurde nicht als solidaritätsstiftendes, verbindendes Merkmal gesehen. Statt einer ethnischen war daher eine geographische Eigenbezeichnung üblich, etwa indem man sich als Bewohner seines Heimatflusses bezeichnete (Bsp.: Kami Saribas, in etwa „Wir vom Saribas-Fluss“).

## Kultur

### Wanderfeldbau
Zentrales Element im traditionellen Leben der Iban war der Wanderfeldbau, bei dem das Hauptnahrungsmittel Reis mithilfe der Brandrodung angebaut wurde. Da eine derartig gewonnene Anbaufläche nur wenige Male, teilweise sogar nur eine Ernteperiode lang, genutzt werden kann, verbrauchte eine Iban-Gemeinschaft im Laufe etwa eines Jahrzehntes sämtliche geeigneten Flächen im Umkreis ihres Langhauses, und zog anschließend weiter. Da unberührter Primärwald bei dieser Wirtschaftsform zudem wesentlich ertragreicher ist als Sekundärwald, waren die Iban gezwungen, regelmäßig neues Land zu erschließen. Auf diese Weise verlagerte sich ihr Siedlungsraum vom südwestlichen Borneo im Laufe mehrerer Jahrhunderte immer weiter nordwärts, hinein ins heutige Sarawak.
Neben Reis bauten die Iban auch kleinere Mengen anderer Nutzpflanzen an und nutzten natürliche Nahrungsquellen wie Wildfrüchte. Mit der Jagd wurde der Fleischbedarf gedeckt, insbesondere das Wildschwein war ein begehrtes Beutetier. Als Waffe wurde hierbei das Blasrohr benutzt, dessen Pfeile mit dem hochgiftigen Saft des Upasbaumes (Antiaris toxicaria) getränkt waren.

### Langhäuser

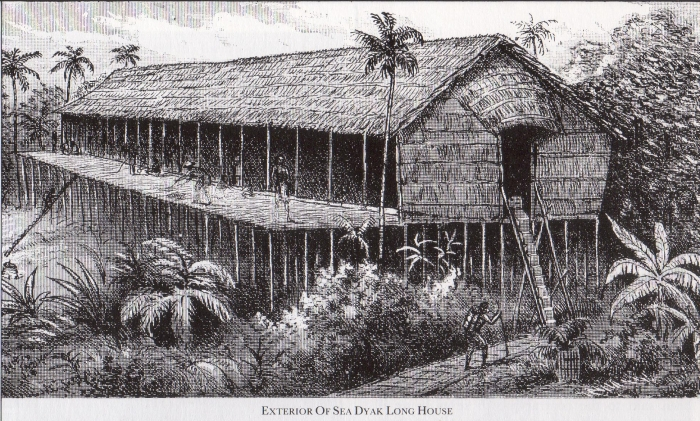
Iban-Langhaus im 19. Jahrhundert.

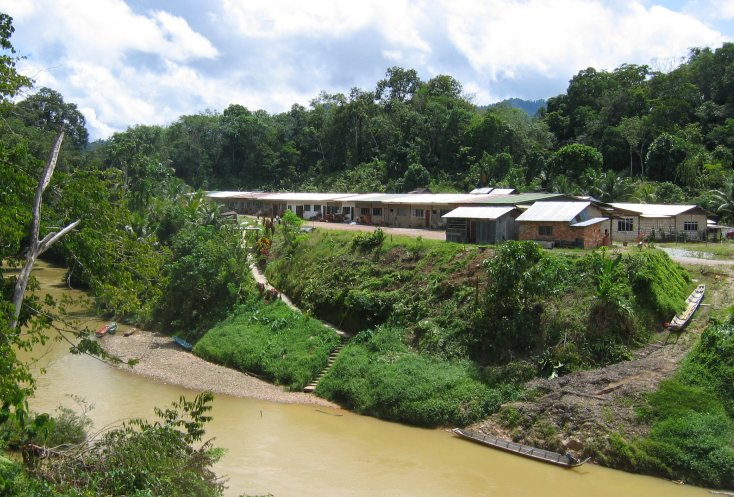
Modernes Iban-Langhaus aus industriell gefertigten Baumaterialien. Nicht mehr in Pfahlbauweise errichtet.

Wie zahlreiche andere indigene Völker Borneos leben die Iban traditionell in Langhäusern. Ein einzelnes Langhaus beherbergt die gesamte Dorfgemeinschaft und enthält sämtliche Wohn-, Arbeits- und Lagerräumlichkeiten. In einem Langhaus können über 50 Familien leben, die Länge des Hauses kann mehrere hundert Meter betragen. Traditionelle Langhäuser aus Holz wurden in Pfahlbauweise am Ufer eines Flusses errichtet. Der schnell wachsende und leicht zu verarbeitende Bambus war ein beliebtes Baumaterial. Er gewährte eine Haltbarkeit von rund 10 Jahren.
Jedes Langhaus unterteilt sich in einen öffentlichen und einen privaten Bereich. Der innere Aufbau eines Langhauses folgt einem einheitlichen Schema, das sich in allen Langhäusern wiederfinden lässt. Hierbei ist die eine Hälfte des Langhauses öffentlich zugänglich, in der anderen befinden sich die privaten, nicht allgemein zugänglichen Privaträume der einzelnen Familien. Der öffentliche Bereich in der vorderen Hälfte verläuft entlang der gesamten Länge des Langhauses und ist nicht durch Wände oder sonstige Abgrenzungen unterbrochen. Architektonisch handelt es sich damit letztendlich um eine Galerie. Die privaten Wohnräume sind entlang dieser Galerie im hinteren Teil des Langhauses aufgereiht. Der innere Aufbau eines Langhauses ähnelt damit durchaus westlichen Reihenhäusern oder der typischen Bauweise amerikanischer Motels.
Bei älteren Langhäusern verläuft entlang der vorderen, öffentlichen Hälfte zudem eine nicht überdachte, balkonartige Terrasse, die beispielsweise nach der Ernte zum Trocknen des gedroschenen Reises dient. Bei modernen Langhäusern, die nicht in Pfahlbauweise errichtet sind, fehlt diese Terrasse heute gelegentlich. Selbiges gilt für den Dachboden, den jedes Langhaus traditionell besaß, da dort Reis und andere Nahrung vor Ungeziefer und Feuchtigkeit geschützt gelagert werden konnte.
Obwohl es sich um ein einzelnes, zusammenhängendes Gebäude handelt, ist ein Langhaus kein Allgemeinbesitz seiner Bewohner. Jede Familie besitzt ihren eigenen Abschnitt und hält diesen nach den eigenen Möglichkeiten und Mitteln instand. So entscheidet jede Familie selbst, aus welchem Material und mit welchem Aufwand sie ihren Teil des Langhauses baut. Auch die Größe der einzelnen Abschnitte schwankt je nach Wohlstand der Familie. Weiterhin kann eine Familie jederzeit entscheiden, aus ihrem Langhaus wegzuziehen. Daher kann es durchaus vorkommen, dass mitten im Langhaus eine Lücke entsteht, wenn eine Familie die Gemeinschaft verlässt und ihren Teil des Langhauses mitnimmt.

### Glaubensbild

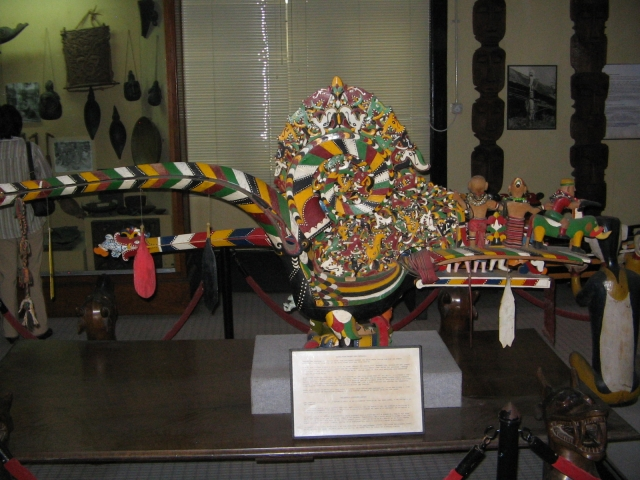
Hölzerne Kenyalang-Figur.

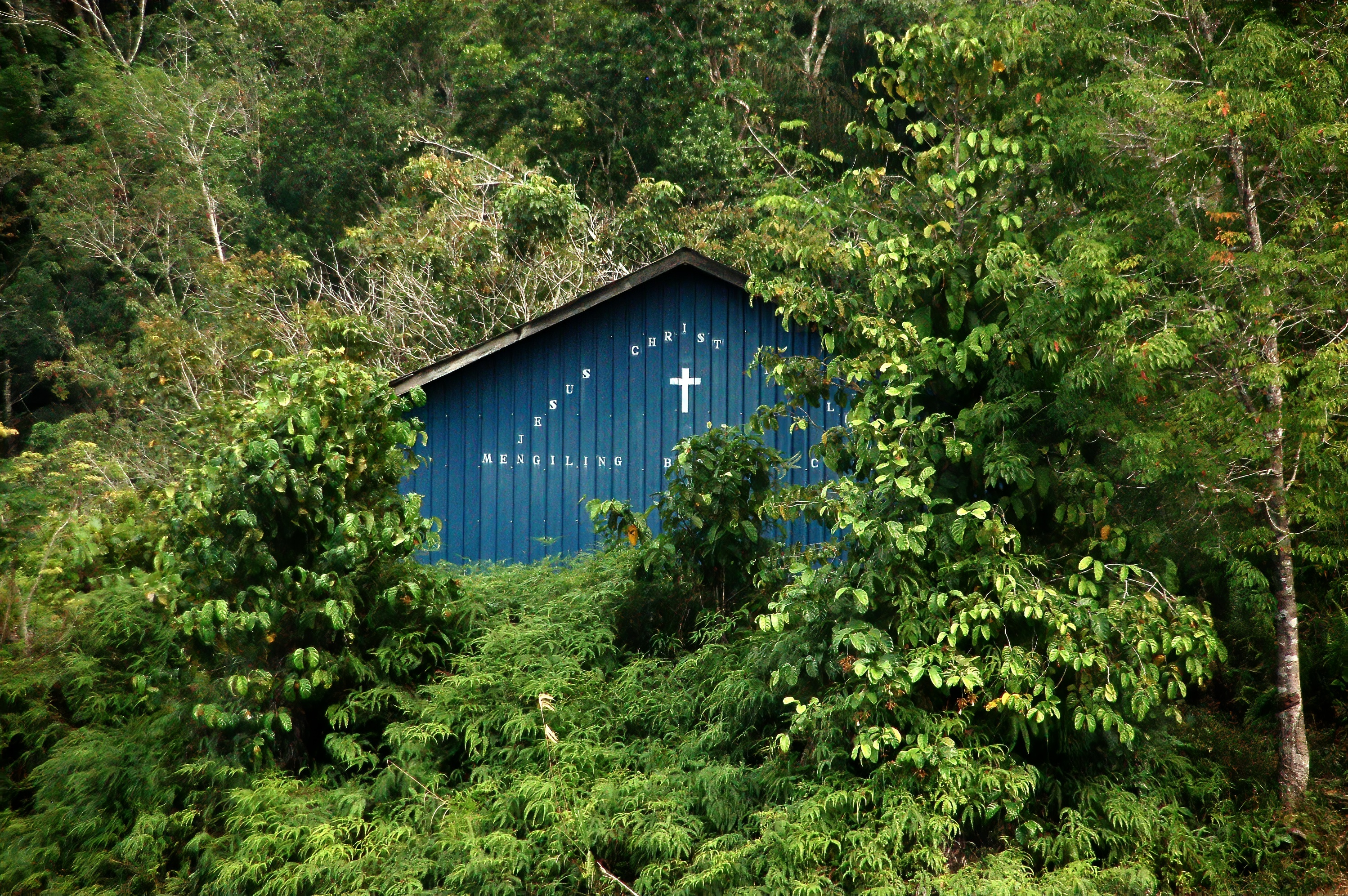
Christliche Kirche in Bantang Ai

Der traditionelle Glaube der Iban ist durch polytheistische und animistische Vorstellungen geprägt. Höchster Gott ist Singalang Burong, der als Kriegsgott und Gott der Kopfjagd verehrt wird. Ebenfalls wichtig ist die Erntegöttin Pulang Gana.
Eine besondere Bedeutung hat Vogelgesang. Vögel gelten als Übermittler und Träger von Botschaften übernatürlicher Wesen und Götter, ihr Gesang bedarf daher genauer Beobachtung und Interpretation. Die genaue Bedeutung eines Vogelrufes hängt maßgeblich von der Interpretation durch die Iban selbst ab, so ist es wichtig, welcher Vogel zu welcher Tageszeit, aus welcher Richtung und in welcher Entfernung gehört wird. Je nach Umständen kann derselbe Ruf daher sowohl Glück vorhersagen oder die Zustimmung der Götter anzeigen als auch Warnung vor drohendem Unheil sein. Auch andere Naturerscheinungen wie Gewitter, Stürme oder die Sichtung seltener Tiere werden unter Umständen als Omen gedeutet.
Neben den Göttern kennt die Iban-Religion auch weitere übernatürliche Wesen, die zusammenfassend als Antu bezeichnet werden. Dazu zählen Naturgeister, verstorbene Vorfahren und weitere mythologische Wesen, die ebenso wie die Götter in das irdische Leben eingreifen können und daher mit Opfergaben und Ritualen gutmütig gestimmt werden müssen. Bestimmte Orte wie Waldlichtungen, Höhlen oder Hügel gelten als Wohnsitz übernatürlicher Wesen, und selbst relativ alltäglichen Dingen wie Steinen oder Bäumen wird eine bewusste Seele zugesprochen. Auch den bei der Kopfjagd erbeuteten Schädeln werden Kräfte zugeschrieben. Diese animistische Ansicht, dass Gegenstände belebt sind, führte zu Situationen, die einige europäische Beobachter als kurios empfanden. So sahen es die Iban, als sie über die Europäer erstmals mit moderner Technik wie Jagdgewehren und Kettensägen in Kontakt kamen, als völlig selbstverständlich an, diesen Gegenständen vor und nach der Benutzung mit Ritualen und Opfergaben für ihr Funktionieren zu danken.
Darstellungen der Geister fertigten die Iban in Form von Holzschnitzereien an, die verschiedener Größe sein und ganz unterschiedliche Motive darstellen konnten. Dies reichte von kleinen, kaum handgroßen Figuren von Menschen oder Tieren bis hin zu über einen Meter langen Skulpturen des Rhinozerosvogels (iba: Kenyalang) für besondere religiöse Feste.
Christliche Missionare konnten die Bevölkerung Sarawaks erst recht spät, zu Beginn des 20. Jahrhunderts, erreichen, da es ausgemachtes Ziel der Brookes war, ihnen ein weitgehend ungestörtes Leben ohne europäischen Kulturdruck zu ermöglichen.

“We stuff natives with a lot of subjects they don't require to know and try to teach them to become like ourselves, treating them as though they had not one original thought in their possession.”

Noch im Jahr 1960 bekannten sich von den etwa 240.000 Iban in Sarawak noch 210.718 zu ihrem ursprünglichen Glauben, und nur 26.608 zum Christentum sowie 415 zum Islam. Inzwischen jedoch ist ein Großteil zum Christentum übergetreten, im Jahre 2005 waren es rund 70 % aller malaysischen Iban.

### Kopfjagd

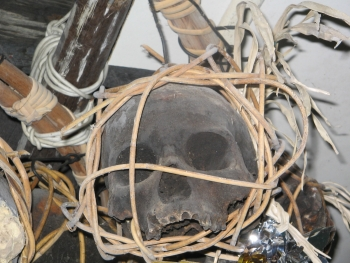
Trophäenschädel der Iban.

Illustration des Trocknungsvorgangs frisch erbeuteter Schädel.

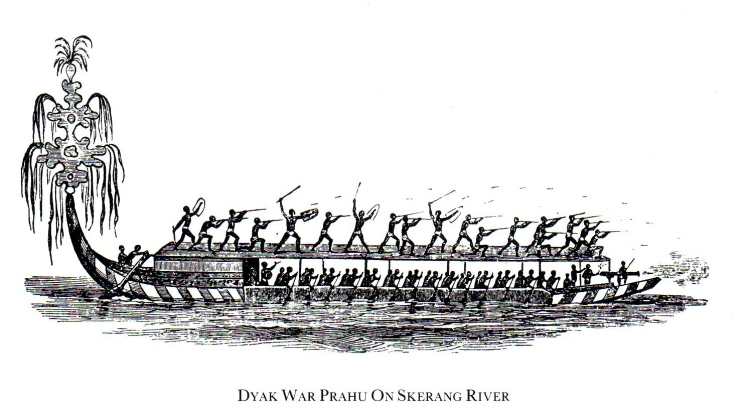
Illustration eines Iban-Bootes.

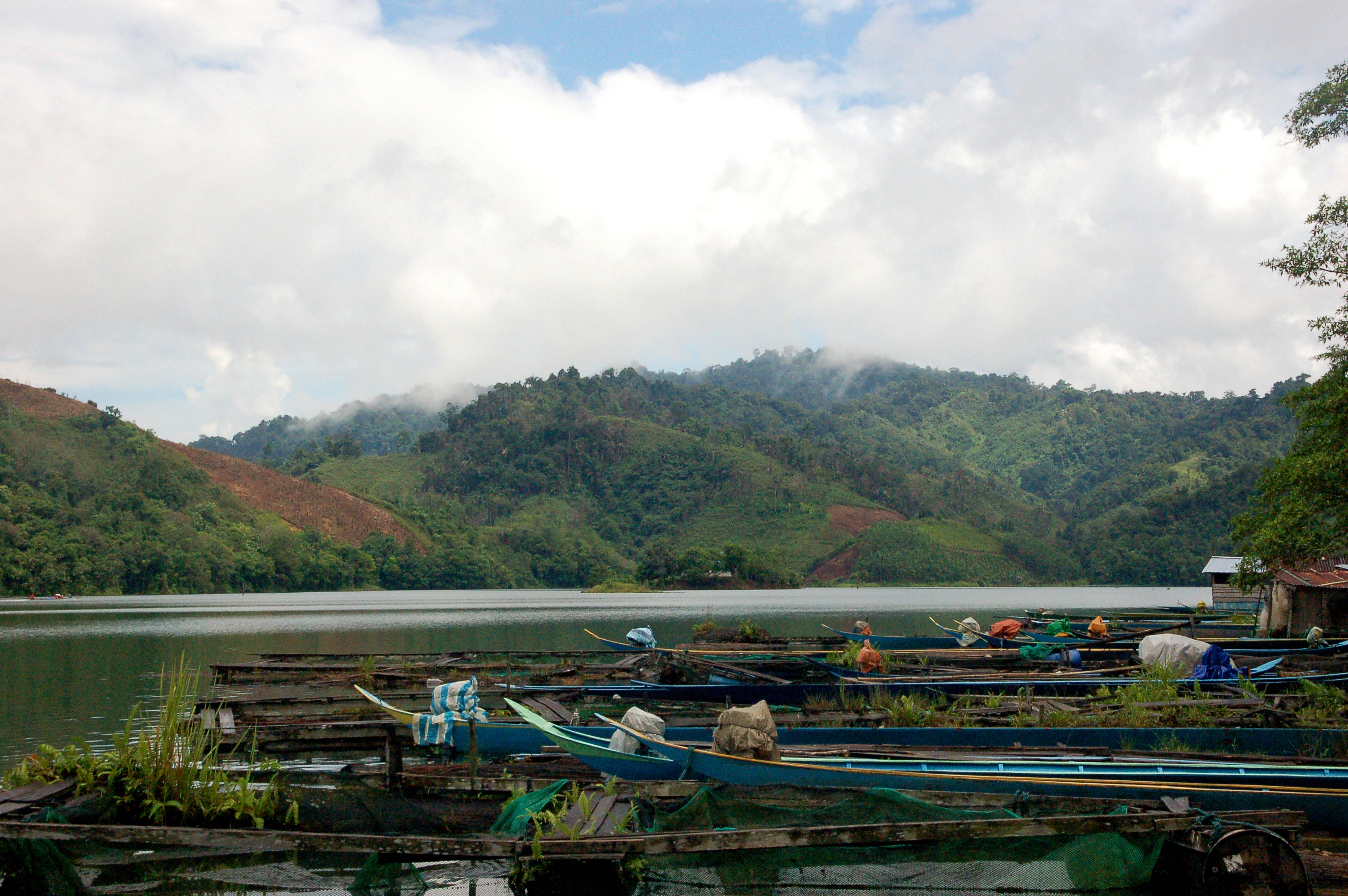
Langboote der Iban in Batang Ai

Die Kopfjagd, wie das rituelle Erbeuten und Heimbringen der Schädel getöteter Feinde genannt wird, war eine auf Borneo und im gesamten insularen Südostasien bei vielen Volksgruppen verbreitete Praxis. Die Iban wurden von zeitgenössischen europäischen Beobachtern oft als besonders eifrige Kopfjäger beschrieben, da nach ihrer Ansicht die Kopfjagd häufig Hauptzweck und nicht Nebenprodukt der Piratenraubzüge war. Neben dem allgemeinen Prestigegewinn für einen erfolgreichen Kopfjäger war das Heimbringen frischer Schädel vor allem von religiöser Bedeutung, so waren für die Rituale, die etwa beim Bau eines neuen Langhauses, bei der Heirat des Dorfoberhauptes oder zur Beendigung der Trauerphase nach dem Tod eines Langhausbewohners abgehalten wurden, neue Trophäenschädel erwünscht. Ein weiterer Beweggrund zur Kopfjagd war die Vergeltung, wenn eine Gemeinschaft selbst Opfer der Kopfjagd geworden war. Später gingen die Iban im Zuge ihrer Tätigkeit als Piraten auch ohne konkreten Anlass auf Kopfjagd. Art und Weise der Kopferbeutung war zweitrangig, einen feindlichen Krieger im Zweikampf zu besiegen galt nicht als „ehrenvoller“ als eine Frau oder ein Kind zu töten oder eine Leiche zu enthaupten.
Das Ende der rituellen Kopfjagd wurde durch James Brooke und dessen Neffen und Nachfolger Charles Brooke herbeigeführt, welche die Kopfjagd gewaltsam bekämpften und so im Laufe mehrerer Jahrzehnte effektiv abschafften. Nur vereinzelt kam es danach wieder zu Kopfjagden, so im Zweiten Weltkrieg beim Kampf gegen japanische Soldaten oder in den 1970er-Jahren, als 15 Koreaner, die beim Bau eines Flüssiggas-Terminals in Sarawak halfen, von Iban ermordet und ihre Köpfe geraubt wurden.

### Piraterie
Die Unternehmungen der Iban, die später von den Kolonialmächten als Piraterie bezeichnet wurden, begannen im frühen 19. Jahrhundert. Zwar betrieben die Iban schon seit mindestens dem 16. Jahrhundert Kopfjagd und veranstalteten Raubfahrten in nahe Flusssysteme, jedoch waren jene lokal begrenzt und hatten in der Regel den Zweck, die ansässigen Volksstämme zu vertreiben, um dieses Land selbst in Anspruch zu nehmen. Dies war immer auch Anlass der rituell äußerst wichtigen Kopfjagd.
Die daraus entstehende Piraterie des 19. Jahrhunderts ging nicht von allen Iban aus, sondern ausschließlich von den Iban-Gemeinschaften, die die semi-nomadische Lebensweise am Ende des 18. Jahrhunderts aufgegeben hatten und sesshaft geworden waren. Dadurch gab es keine Möglichkeit mehr, Landgewinn mit Kopfjagd zu verbinden. Um weiterhin regelmäßig neue Köpfe zu erbeuten, waren sie daher gezwungen, Raubfahrten in weit entfernte Gebiete zu unternehmen. Zudem hatten diese sesshaften Iban Handelskontakte zu an der Küste lebenden Malaien aufgenommen. Diese waren unabhängig vom Sultan von Brunei. Sie verbündeten sich zunächst mit den Iban, um gegen verfeindete Konkurrenten vorzugehen oder ihre Unabhängigkeit zu sichern. Die Iban erhielten neben einem Teil der Beute und Gefangenen das Recht, sämtliche erbeuteten Köpfe zu behalten. Die Kampfkraft der Iban erkennend, gingen die Malaien später dazu über, Raubfahrten im großen Maßstab zu organisieren, bei denen willkürlich Dörfer und Siedlungen entlang der Nordwestküste Borneos sowie küstennah aufgebrachte Handelsschiffe überfallen und geplündert wurden. Im Laufe der Zeit fuhren die Iban dann auch eigenständig auf Raubfahrt. Frühe britische Beobachter stellten die These auf, dass erst durch diese Malaien die vorher unschuldig und friedlich lebenden Iban zur Piraterie und Kopfjagd verführt wurden. Diese These ist inzwischen widerlegt, da sowohl die Tradition der Kopfjagd als auch diese Art der Kriegsführung bereits seit mindestens dem 16. Jahrhundert zum Brauchtum der Iban gehörten. Einzig Größe und Umfang der Unternehmungen hat im 19. Jahrhundert durch den Einfluss der Malaien zugenommen.
Eine Piratenflotte der Iban konnte aus mehreren tausend Kriegern bestehen, die in rudergetriebenen Booten zur See fuhren, die bis zu 100 Mann trugen. Das Gebiet ihrer Raubzüge erstreckte sich in etwa von der Mündung des Rejang im Norden bis zur Mündung des Kapuas im Süden.
Hochseepiraterie betrieben die Iban nie, einzelne Iban heuerten jedoch gelegentlich als Söldner bei anderen Piratenvölkern wie den Illanun an. Mit diesen Völkern gab es jedoch auch kriegerische Kontakte, etwa wenn die Iban selbst Ziel der Piraterie wurden. So haben Flotten der Illanun oder anderer Piratenvölker wie den Bajau mehrfach versucht, in die Heimatflüsse der Iban einzudringen und deren Langhäuser zu plündern.

### Kunst und Körperschmuck

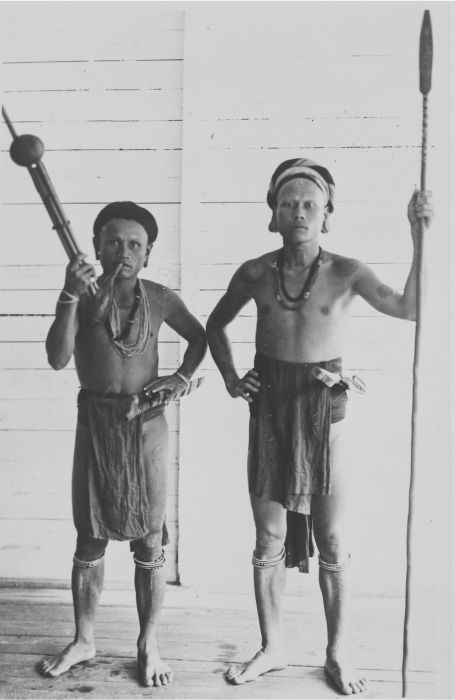
Männer mit Tätowierungen auf Schultern und Armen und geweiteten Ohrlöchern

Eine traditionelle Kunstform der Iban war die Webkunst, bei der sie mit gefärbten Stoffen Teppiche in typischen Mustern herstellten, die Pua Kumbu genannt werden. Die Webkunst war die Domäne der Frauen.
Wie zahlreiche andere Volksgruppen Borneos existiert auch bei den Iban die Tradition des Tätowierens (iba: Pantang). Dies wurde traditionell hauptsächlich von Männern, teilweise jedoch auch von Frauen getan und umfasste Tätowierungen auf Armen, Beinen, Rücken, Schultern sowie dem Hals. Motive waren abstrakte Formen und Muster, mit Darstellungen von Tieren sowie Blumenmustern als wiederkehrenden Motiven. Die Tätowierung des Halses galt als besonders ehrvolle Mutprobe. Bei einigen Iban-Gemeinschaften war es zudem Brauch, dass es nur einem erfolgreichen Kopfjäger erlaubt war, sich die Hände zu tätowieren. Dabei wurde manchmal nach dem ersten erbeuteten Kopf der gesamte Handrücken tätowiert, manchmal für jeden Kopf ein einzelnes Fingerglied. Als Farbstoff diente mit Wasser vermischter Ruß, welches mittels eines spitzen Knochensplitters und einem Stöckchen als Hammer unter die Haut gestanzt wurde. Während in der Vergangenheit in der Regel jeder männliche Iban tätowiert war, sind diese heutzutage weniger verbreitet. Zwar lassen sich auch heute noch viele Männer tätowieren, jedoch werden dabei häufig auch westliche oder andere Motive gewählt, und die Tätowierung wird nicht mehr im Langhaus mit traditionellen Methoden durchgeführt, sondern in einem modernen Tattoostudio in einer größeren Stadt.
In früherer Zeit ebenfalls weit verbreitet war die gleichfalls von beiden Geschlechtern durchgeführte Tradition, die Ohrläppchen mittels schwerer Gewichte zu dehnen, bis sie nach einigen Jahren mehrere Zentimeter lang sein und beinahe bis zu den Schultern reichen konnten.

## Geschichte

### Vorkoloniale Zeit
Da die Iban keine Schrift kannten, musste ihre frühe Geschichte fast ausschließlich aus ihren eigenen mündlichen Überlieferungen rekonstruiert werden. Mit hinreichender Genauigkeit kann diese Geschichte ab dem 16. Jahrhundert wiedergegeben werden, als sie den Süden des heutigen Sarawaks besiedelten. Die Überlieferungen aus der Zeit davor sind nur noch sehr fragmenthaft erhalten und zudem stark durch mythologische Anreicherung verzerrt.

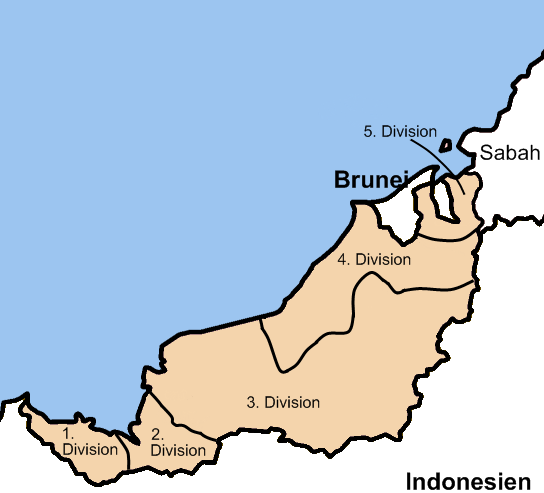
Die früheren Verwaltungsdivisionen von Sarawak. Das Kerngebiet der Iban liegt in der 2. Division, jedoch gab und gibt es auch Iban-Langhäuser nördlich und östlich davon, sowie südlich im heutigen Indonesien.

Nach aktuellem Forschungsstand besiedelten die Vorfahren der Iban in der ersten Hälfte des zweiten nachchristlichen Jahrtausends wahrscheinlich von Sumatra aus das Gebiet im Mündungsbereich des Flusses Kapuas im Umfeld der heutigen indonesischen Stadt Pontianak, an der Südwestküste Borneos. Von dort fand im Laufe der Jahrhunderte eine allmähliche Migration ins Quellgebiet dieses Flusses statt, das unmittelbar an der heutigen indonesisch-malaysischen Grenze liegt. Ab Mitte des 16. Jahrhunderts erreichten sie das Gebiet des heutigen Sarawaks, das formell vom Sultanat Brunei beansprucht wurde. Es wird jedoch davon ausgegangen, dass dies den Iban nicht bekannt war und dass auch Brunei zu dieser Zeit kein näheres Interesse an den landeinwärts lebenden Naturvölkern hatte. So betrafen die jährlichen Tributzahlungen, die der Sultan von seinen Untertanen einforderte, ausschließlich die an der Küste lebenden Malaien.
Die fortwährende Expansion der Iban lässt sich auf den Wanderfeldbau zurückführen, der jede Langhaus-Gemeinschaft zwang, etwa alle zehn Jahre weiterzuziehen um neue Reisanbauflächen aus dem Primärdschungel gewinnen zu können. Die Iban waren dabei nie eine zusammenhängende, zentral gelenkte Einheit, stattdessen entschied jede Langhausgemeinschaft für sich, wann und wohin sie abwanderte. Kontakte oder Bündnisse gab es nur zwischen nahe beieinander liegenden Langhäusern, nie jedoch über große Distanzen hinweg. Bei ihrer Ausbreitung stießen die Iban von Anfang an auf bereits ansässige Volksgruppen Borneos. Diese waren in der Regel weniger zahlreich und häufig nomadische Jäger und Sammler. Sie wurden teilweise gewaltsam vertrieben und sogar ausgerottet, teilweise aber auch friedlich assimiliert, indem sie selber die Kultur und Lebensweise der Iban annahmen. Diese ständige Ausdehnung des Iban-Siedlungsgebietes dauerte kontinuierlich an, im Osten des späteren Sarawak trafen die Iban schließlich auf die Bidayuh, während im Norden die Siedlungsgebiete der Kayan lagen, mit denen sie sich zahlreiche gewaltsame Konflikte um die Vorherrschaft über Flusssysteme lieferten. Ab dem 18. Jahrhundert gaben jedoch einige Langhausgemeinschaften die semi-nomadische Lebensweise auf. Stattdessen verblieben sie im zentralen Kerngebiet der Iban, wo es zwar nur noch wenig Primärdschungel gab, wo jedoch durch Abwanderung anderer Langhausgemeinschaften ausreichend große Flächen Sekundärdschungels zur Verfügung standen, die ein Weiterziehen unnötig machten. Stattdessen beanspruchte eine solche Langhausgemeinschaft einfach ein derart großes Gebiet, dass man selbst dem weniger ertragreichen Sekundärdschungel nach einer Ernteperiode ausreichend Zeit zur Regeneration lassen konnte. Dies ermöglichte eine permanente Sesshaftigkeit. Dafür begannen diese Iban-Stämme nun, räuberische Kriegsfahrten in weit entfernte Gebiete zu unternehmen. Dabei wurden malaiische Küstensiedlungen, chinesische Handelsschiffe und fremde Dayakvölker ebenso angegriffen wie entfernte Iban-Siedlungen. Die Überfälle auf Malaien und Chinesen wurden später als Piraterie bezeichnet und führten ab Mitte des 19. Jahrhunderts zu massiven Gegenaktionen durch europäische Kolonialisten, die Überfälle auf andere Dayak begründeten intertribale Kriege zwischen den verschiedenen Iban-Fraktionen sowie zwischen den Iban und anderen Dayakvölkern. Diese Phase der Sesshaftigkeit im Kernland einerseits und der weiterhin stattfindenden Expansion in den Randgebieten andererseits fand zunächst ohne äußere Einmischung statt, bis im Jahre 1839 der Brite James Brooke erstmals in Sarawak landete und wenige Jahre später zum lokalen Herrscher wurde.

### Die Familie Brooke

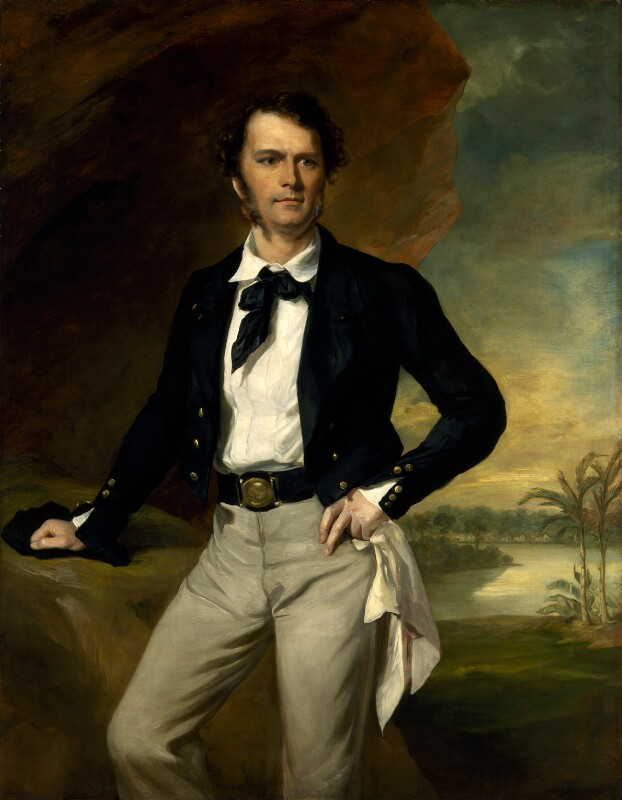
James Brooke

James Brooke war Abenteurer aus England und landete 1839 erstmals an der Küste Borneos, in der Stadt Kuching. Da er dem Sultan von Brunei dabei half, eine dortige Rebellion des Dayak-Stammes der Bidayuh zu beenden, wurde er vom Sultan 1842 mit einem Stück Land rund um die Stadt Kuching belehnt und in den Titel eines Raja erhoben. Dieses Lehen wurde nach dem hier fließenden Hauptfluss Sarawak genannt. Er wurde als erster von insgesamt drei weißen Rajas von Sarawak bekannt. Sein Nachfolger war ab 1868 sein Neffe Charles Brooke, dessen Sohn Charles Vyner Brooke wiederum das Reich von 1917 bis 1946 führte. Den ersten beiden Brookes gelang es im Laufe der Zeit, immer mehr Land vom Sultan zugesprochen zu bekommen oder zu annektieren bis Sarawak schließlich seine heutige Größe erreicht hatte.
Die Aktivitäten der Iban als Piraten und die intertribalen Kriege befanden sich zu dieser Zeit auf dem Höhepunkt, da der Sultan von Brunei, obwohl er diesen Teil Borneos nominell beanspruchte, keinen realen Einfluss über die ansässigen Dayakvölker hatte. James Brooke erachtete dies jedoch als Gefahr für die Wirtschaft seines jungen Reiches, da es Handelsschiffe abschreckte und die Arbeiter in den Zinnminen und auf den Plantagen bedrohte. Daher verbot er die Kopfjagd und bestrafte diejenigen Iban, die seine Befehle missachteten. Zudem verbot er ihnen, selbstständig weiterzuziehen, da dies meistens mit der Bekämpfung und Vertreibung der alteingesessenen Bevölkerung einherging. Dies galt zwar nicht als Piraterie, da es ausschließlich die Dayak-Volksgruppen untereinander betraf, jedoch sah Brooke darin einen potentiellen Unruheherd für größere Konflikte. Da er keine eigene Armee hatte, erhielt er zunächst Unterstützung von der britischen Royal Navy, den Royal Marines und der Flotte der Britischen Ostindien-Kompanie.

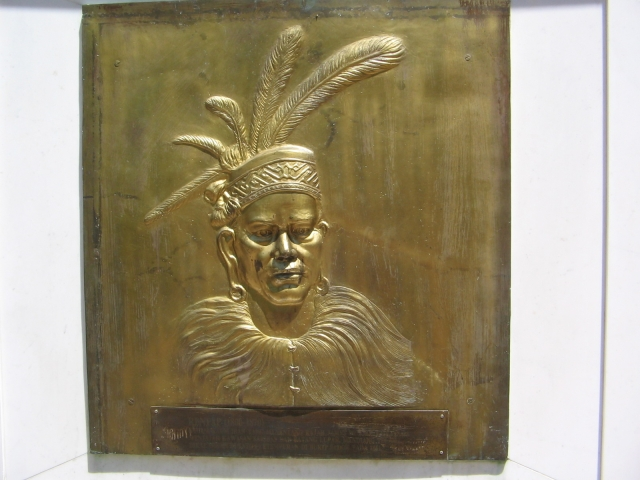
Rentap, ein Iban, der viele Jahre den Kampf gegen James Brooke anführte.

Doch da Sarawak keine Kolonie der britischen Krone, sondern ein unabhängiges Reich war, wuchs in England der Zweifel daran, diese Unterstützung aufrechtzuerhalten. Viele betrachteten Sarawak als Privatabenteuer des James Brooke und sahen keinen Grund, ihn mit Schiffen und Soldaten zu unterstützen. Zudem herrschte im viktorianischen England dieser Zeit eine gewisse romantische Grundeinstellung gegenüber den indigenen Völkern in den Kolonien. Man sah sie als unschuldige, primitive Menschen, die man nicht aus machtpolitischen Gründen für ihre traditionelle Lebensweise bestrafen dürfe. Diese Kritiker von James Brooke nahmen schließlich die Seeschlacht von Beting Maru vom 31. Juli 1849 zum Anlass, um einen Untersuchungsausschuss mit dem Ziel einzurichten, Brooke jedwede Unterstützung durch die Royal Navy zu untersagen. Bei der Schlacht von Beting Maru hatten mehrere britische Kriegsschiffe zusammen mit verbündeten Iban eine große Einbaum-Flotte der pirateristischen Iban auf offener See gestellt und umzingelt. Die britischen Schiffe waren hochseetaugliche segel- und dampfkraftbetriebene Kriegsschiffe und mit den zu damaliger Zeit modernsten Waffen der Welt ausgerüstet, gegen die die in Einbäumen fahrenden und größtenteils mit Blasrohren, Säbeln und Speeren bewaffneten Iban chancenlos waren. Schätzungen gehen von 2.140 bis 3.700 beteiligten Ibanpiraten aus, von denen zwischen 500 und 800 getötet wurden. Die Untersuchungskommission kam zwar zu dem Schluss, dass die Iban tatsächlich Piraten gewesen waren und dass James Brooke als Lehensmann des Sultans von Brunei legitim gehandelt habe, dennoch stellte die Royal Navy ab 1854 aufgrund des politischen Drucks ihre Militärhilfe für Brooke fast vollständig ein.
Infolge dieser Ereignisse musste dieser sich nahezu vollständig auf einheimische Krieger zur Durchsetzung seines Willens verlassen. Dazu hatte er Bündnisse mit denjenigen Iban-Stämmen geschlossen, die die Iban aus dem Kernland als Feinde ansahen, etwa weil sie selbst schon Ziel der Piraterie geworden waren. Für diese Iban-Gemeinschaften bot das Bündnis mit dem Raja die Möglichkeit, legal und ohne Angst vor Strafe auf Kopfjagd zu gehen, denn Brooke erlaubte es den mit ihm verbündeten Stämmen, die erbeuteten Schädel der feindlichen Iban-Krieger als Trophäen zu behalten.
Insgesamt schafften es die ersten beiden Rajas, durch langwierige und zahlreiche Militäroperationen und das Errichten von Militärforts an strategisch wichtigen Stellen im Land, die Piraterie, die Kopfjagd, die intertribale Kriegsführung und die unkontrollierte Expansion der Iban zu beenden. An ihrer anderweitigen Lebensweise änderten sie nichts, so dass die traditionelle Lebensweise in Langhäusern und als selbstversorgende Reisbauern von allen Iban beibehalten werden konnte.

### Zweiter Weltkrieg
Die Ära der Weißen Rajas von Sarawak endete 1941 durch die Japanische Invasion Borneos. Die Sarawak Rangers, eine zum Großteil aus Iban bestehende paramilitärische Einheit, war Teil der britischen Verteidigungsstreitkräfte von Borneo. Die Angaben über ihre Stärke schwanken zwischen 400 und 1.515 Mann. Die Einheit wurde am 26. Dezember 1941 aufgelöst, als die britischen Truppen Sarawak nach verlustreichen Gefechten aufgaben und sich in den holländischen Teil Borneos zurückzogen. Charles Vyner Brooke, der dritte und letzte weiße Raja, musste ins australische Exil fliehen. Da das Interesse der Japaner sich hauptsächlich auf die Städte konzentrierte und der landeinwärts lebenden Bevölkerung nur wenig Beachtung schenkten, konnten die Iban ihr traditionelles Leben zunächst fortführen, auch wenn es gelegentlich vorkam, dass sie zu Zwangsarbeit verpflichtet wurden oder die Japaner ihre Nahrungsvorräte einforderten.
1945 startete das Allied Intelligence Bureau die Operation Semut, bei der mehrere britische Kommandosoldaten mit dem Fallschirm über Borneo absprangen, um Kontakt mit den indigenen Kopfjäger-Völkern aufzunehmen und sie zum Widerstand gegen die Japaner zu bewegen. Dies sollte als Vorbereitung für die geplante Rückeroberung Borneos durch die Australische Armee dienen. Unter Einfluss der Kommandosoldaten begannen die Iban und andere indigene Volksgruppen Sarawaks einen Guerillakrieg gegen die Japaner, infolge dessen sie nach aktuellen Schätzungen bis zu 1.500 Japaner töteten.

### Seit 1945
Als Charles Vyner Brooke nach Ende des Zweiten Weltkrieges wieder nach Sarawak zurückkehrte, entschied er, es als Kolonie dem Britischen Königreich zu überlassen. 1963 wurde es Teil des neu gegründeten Staates Malaysia. Anders als unter der Brooke-Herrschaft, wo den Einheimischen (abgesehen vom Verbot der Kopfjagd) ein möglichst ungestörtes Leben ohne äußere Einflussnahme eingeräumt worden war, begann nun eine verstärkte Einbindung dieser Volksgruppen in den Modernisierungsprozess Malaysias. So kamen die Iban verstärkt in Kontakt mit Schulbildung und moderner Technik, auch die Urbanisierung der jungen Iban setzte zunehmend ein. Zudem kamen vermehrt christliche Missionare aus Europa nach Borneo um die Bevölkerung für das Christentum zu gewinnen. Diese Modernisierungsbemühungen erreichten jedoch zunächst nur diejenigen Iban, deren Langhäuser sich in Küstennähe oder nahe den größeren Städten Sarawaks befanden, weshalb Teile der weit landeinwärts lebenden Iban noch bis heute als Reisbauern und mit traditionellem animistischen Glauben leben. Dennoch waren in den Jahrzehnten nach dem Zweiten Weltkrieg auch die Fähigkeiten der Iban als Dschungelkämpfer gefragt, so wurden die Sarawak Rangers 1953 neugegründet und die darin rekrutierten Iban sowohl beim Kampf gegen kommunistische Guerillas von 1948 bis 1960 als auch während der Konfrontasi, einem Konflikt zwischen Malaysia und Indonesien von 1963 bis 1966, als Fährtenleser und Dschungelführer für britische, neuseeländische und australische Soldaten rekrutiert. Die Sarawak Rangers wurden bei Gründung der malaysischen Armee unter dem Namen Royal Rangers Regiment in diese integriert und rekrutieren sich bis heute zu einem Großteil aus Angehörigen der Iban und anderer indigener Volksgruppen Ostmalaysias. Auch das Motto der Royal Rangers ist auf Iban verfasst und lautet Agi idup, agi ngelaban (dt. „Noch lebend, noch kämpfend“, oder freier: Kampf bis zum Tod).
Junge Iban leben heute überwiegend in größeren Städten und haben Zugang zu Schulbildung, teilweise bereits in zweiter oder dritter Generation. Die traditionelle Lebensweise im Langhaus mit Reisanbau zur Selbstversorgung wird heute nur noch von einer Minderheit der Iban betrieben. Viele Langhäuser werden nur noch von den Alten bewohnt und verlieren daher zunehmend Einwohner. Jüngere Iban aus den Städten kehren nur noch zu Feiertagen, im Urlaub und anderen besonderen Anlässen ins Langhaus zurück. Da die Iban das Land, welches sie in der Vergangenheit mit Reis bewirtschafteten, bei der Gründung des Staates Malaysia als ihr Eigentum eintragen lassen konnten, gehören zu vielen älteren Langhäusern heute noch relativ große Landflächen. Wo Reisanbau nicht mehr betrieben wird, sind diese Flächen häufig als Plantagen für Food- oder Cash Crops wie Palmöl, Kautschuk oder Pfeffer verpachtet.
In Malaysia sind die Iban gemäß Artikel 161A der malaysischen Verfassung eine der insgesamt 21 Volksgruppen, die als Eingeborene Sarawaks gelten und daher nach gängiger Rechtsdefinition von den Vorteilen des juristischen Bumiputra-Status profitieren können. Zwar ist die Iban-Sprache nach wie vor die Erstsprache der meisten jungen Iban, für den Schulbesuch ist jedoch das Erlernen des Malaysischen obligatorisch. In Anlehnung an die alte Kultur und Religion wird am 1. und 2. Juni jeden Jahres das Gawai Dayak-Fest gefeiert, welches in Malaysia ein offizieller Feiertag ist. Zum Gawai Dayak kehren die Iban in der Regel zu ihrem heimatlichen Langhaus zurück und verbringen dort mehrere Tage, wobei traditionelle Musik gespielt und Kleidung getragen wird und aus Reis gewonnene alkoholische Getränke getrunken werden. Kritische Stimmen monieren jedoch, dass die Iban und ihre Kultur ebenso wie die der anderen indigenen Volksgruppen von den politisch und gesellschaftlich dominanten Malaien marginalisiert werden. So wurden in den frühen 1980er-Jahren insgesamt 33 Iban-Langhausgemeinschaften zwangsumgesiedelt, um für das 1985 fertiggestellte Batang-Ai-Wasserkraftwerk Platz zu schaffen. Das Siedlungsland der umgesiedelten Langhäuser wurde durch einen Staudamm überschwemmt. Die betroffenen Iban beklagten im Nachhinein, dass die versprochenen Entschädigungszahlungen nur sehr verspätet und in geringerer Höhe als versprochen ausgezahlt wurden. Zudem wurde ein kultureller Verlust beklagt, da das überschwemmte Land seit Generationen von Iban bewohnt worden war. 2003 verbot das malaysische Innenministerium für kurze Zeit die ibansprachige Version der Bibel, welche davor bereits 15 Jahre lang benutzt worden war. Grund war die Übersetzung des Wortes „Gott“ mit Allah Tala, was nach Ansicht des Department of Islamic Development of Malaysia zu Verwechslungen mit der ähnlichen klingenden muslimischen Gottesbezeichnung Allah Ta'ala im Koran führen könnte. Das Verbot wurde nach einigen Wochen wieder aufgehoben, nachdem der damalige malaysische Premierminister Abdullah Ahmad Badawi sich mit Kirchenvertretern getroffen hatte, die ihm versicherten, der Begriff Allah Tala sei schon seit jeher das Iban-Wort für Gott und habe noch nie zu Irritationen geführt. Zudem wurde darauf hingewiesen, dass auch die Christen und Juden im arabischen Raum Gott als Allah bezeichnen.

#### Demographische Entwicklung der Iban in Sarawak
| Jahr | Gesamtbevölkerung Sarawaks | Iban in Sarawak | Anteil an der Gesamtbevölkerung |
| ---- | -------------------------- | --------------- | ------------------------------- |
| 1939 | 490.585                    | 167.700         | ≈ 34 %                          |
| 1960 | 744.529                    | 237.741         | ≈ 31 %                          |
| 1970 | 976.269                    | 303.462         | ≈ 31 %                          |
| 1980 | 1.235.553                  | 368.508         | ≈ 30 %                          |
| 1991 | 1.625.599                  | 483.468         | ≈ 30 %                          |
| 2006 | 2.357.500                  | 682.400         | ≈ 29 %                          |
| 2020 | 3.248.128                  | 1.300.172       | ≈ 40 %                          |

## Filme
Die britischen Militäroperationen im Zweiten Weltkrieg zur Rückeroberung der Insel Borneo mithilfe rekrutierter einheimischer Krieger waren Grundlage für den Hollywood-Film Farewell to the King aus dem Jahr 1989 mit Nick Nolte.
Der Film Selima und John (2003, orig. The Sleeping Dictionary) mit Jessica Alba spielt im Sarawak der 1930er Jahre und handelt von der Liebesbeziehung zwischen einem britischen Kolonialbeamten und einer Ibanfrau.